# 新堀ギターオーケストラ
新堀ギターオーケストラ(にいぼりギターオーケストラ、Niibori Guitar Orchestra)は、神奈川県藤沢に拠点を置くプロギターオーケストラ、ギター・アンサンブル。

## 概要
1957年に東京阿佐ヶ谷にて新堀寛己により結成(当時の名称は新堀ギター室内合奏団)。国内外で演奏会を展開している。1999年に神奈川県藤沢に本拠地を移す。
このオーケストラを中心として新堀ギターアンサンブル（NE）、ドリマーズ、DANROK、など多くの演奏グループが生まれている。

## 指揮者
- 音楽監督‐新堀寛己